# Dothistroma pini
Dothistroma pini Hulbary – gatunek grzybów z rodziny Mycosphaerellaceae. Jest jednym z gatunków wywołujących czerwoną plamistość igieł.

## Systematyka i nazewnictwo
Pozycja w klasyfikacji według Index Fungorum: Dothistroma, Mycosphaerellaceae, Capnodiales, Dothideomycetidae, Dothideomycetes, Pezizomycotina, Ascomycota, Fungi.
Gatunek ten opisał Robert Louis Hulbary w 1941 r. na sośnie czarnej w Illinois w USA

## Zagrożenie
Endobiont, grzyb mikroskopijny, pasożyt i saprotrof porażający drzewa iglaste, zwłaszcza z rodzajów sosna (Pinus) i świerk (Picea). W Europie opisano go w wielu krajach, w tym sąsiadujących z Polską, istnieje więc zagrożenie zawleczenia go do Polski. W Polsce gatunki roślin będące jego żywicielami stanowią istotny procent składu gatunkowego lasów. Dzięki podjętym zapobiegawczo działaniom fitosanitarnym i kontrolnym ryzyko to jest niskie. W przypadku jednak wystąpienia D. pini na stanowiskach, gdzie nie był on dotychczas notowany, może nastąpić porażenie drzewostanów, w których licznie występują jego rośliny żywicielskie. Zaleca się monitorowanie plantacji, a po stwierdzeniu objawów wskazujących na obecność patogena konieczne jest przeprowadzenie oprysków fungicydowych lub zniszczenie porażonych roślin i ich resztek. Młode drzewka z importu powinny być wolne od objawów chorobowych i poddane kontrolom.
Głównymi żywicielami Dothistroma  pini są  drzewa z rodzaju sosna: Pinus albicaulis, sosna limba (P.  cembra), sosna giętka (P. flexilis, sosna czarna (P. nigra), kosodrzewina (P. mugo), sosna żółta (P. ponderosa), sosna plamistokora (P. bungeana), sosna kalifornijska (P. radiata) sosna wydmowa (P. contorta), sosna Coultera (P.  coulteri), Pinus tecumumanii, sosna zwyczajna (P. sylvestris), Pinus palliasiana,  sosna rumelijska (P. peuce),  sosna himalajska (P. wallichiana), sosna Jeffreya (P. jeffreyi), Pinus hartwegii, sosna Elliotta (P. elliotti), sosna nadmorska (P. pinaster), sosna kanaryjska (P. canariensis), sosna Lamberta (P. lambertiana), Pinus muricata, sosna zachodnia (P. monticola) oraz z rodzaju świerk (Picea): Picea omorica, świerk sitkajski (P.  sitchensis), świerk pospolity (P.  abies). Odnotowano także wystąpienie na modrzewiu europejskim (Larix decidua) i daglezji zielonej (Pseudostuga menziesii).